# Langdon Warner
Pour les articles homonymes, voir Warner.
Langdon Warner, né le 1er août 1881 à Cambridge dans le Massachusetts et décédé le 9 juin 1955, dans sa ville natale, est un historien de l'art américain qui a été professeur à l'université Harvard et conservateur au Fogg Art Museum.
Les Japonais le considèrent comme un bienfaiteur : il aurait sauvé les villes japonaises historiques de Kyoto et Nara des bombardements américains lors de la Seconde Guerre mondiale. Durant toute sa carrière universitaire, il a contribué à éveiller la compréhension du public américain à l'art et la culture du Japon.

## Biographie

### Jeunesse
Descendant d'un passager du Mayflower, ce navire marchand d'où débarquèrent, en 1620, les premiers colons britanniques venus de la vielle Europe et à l'origine de ce qui deviendra les États-Unis d'Amérique, et d'un signataire de la Déclaration d'indépendance des États-Unis en 1776, Langdon Warner est né le 1er août 1881 à Cambridge dans l'État du Massachusetts, aux États-Unis. Son père, Joseph Bangs Warner (1848 – 1923), est un avocat diplômé de l'université Harvard. Éduqué dans une famille de l'élite universitaire américaine, il étudie l'art bouddhique et l'archéologie au Harvard College, d'où il sort diplômé en 1903,. La même année, renonçant à une formation doctorale, il quitte sa ville natale, et part réaliser son premier voyage d'exploration archéologique à travers l'Asie. Sur le continent asiatique, il visite les villes historiques de Samarcande, Boukhara et Khiva, en Ouzbékistan.

### Un homme de musées
En 1906, il entre comme stagiaire au département des arts asiatiques, dans le musée des beaux-arts de Boston ; il y travaille sous la direction d'un érudit japonais de vingt ans son aîné : Okakura Tenshin, l'un des fondateurs de l'École des beaux-arts de Tokyo en 1890. Deux ans plus tard, il part au Pays du Soleil levant, suivre l'enseignement artistique de Niiro Chūnosuke, un restaurateur d'art des temples Tōdai de Nara et Hōryū d'Ikaruga,. En 1909, il y retrouve Okakura, son mentor japonais, et l'aide à préparer un catalogue présentant les trésors nationaux du Japon et destiné à l'exposition anglo-japonaise de Londres, l'année suivante.

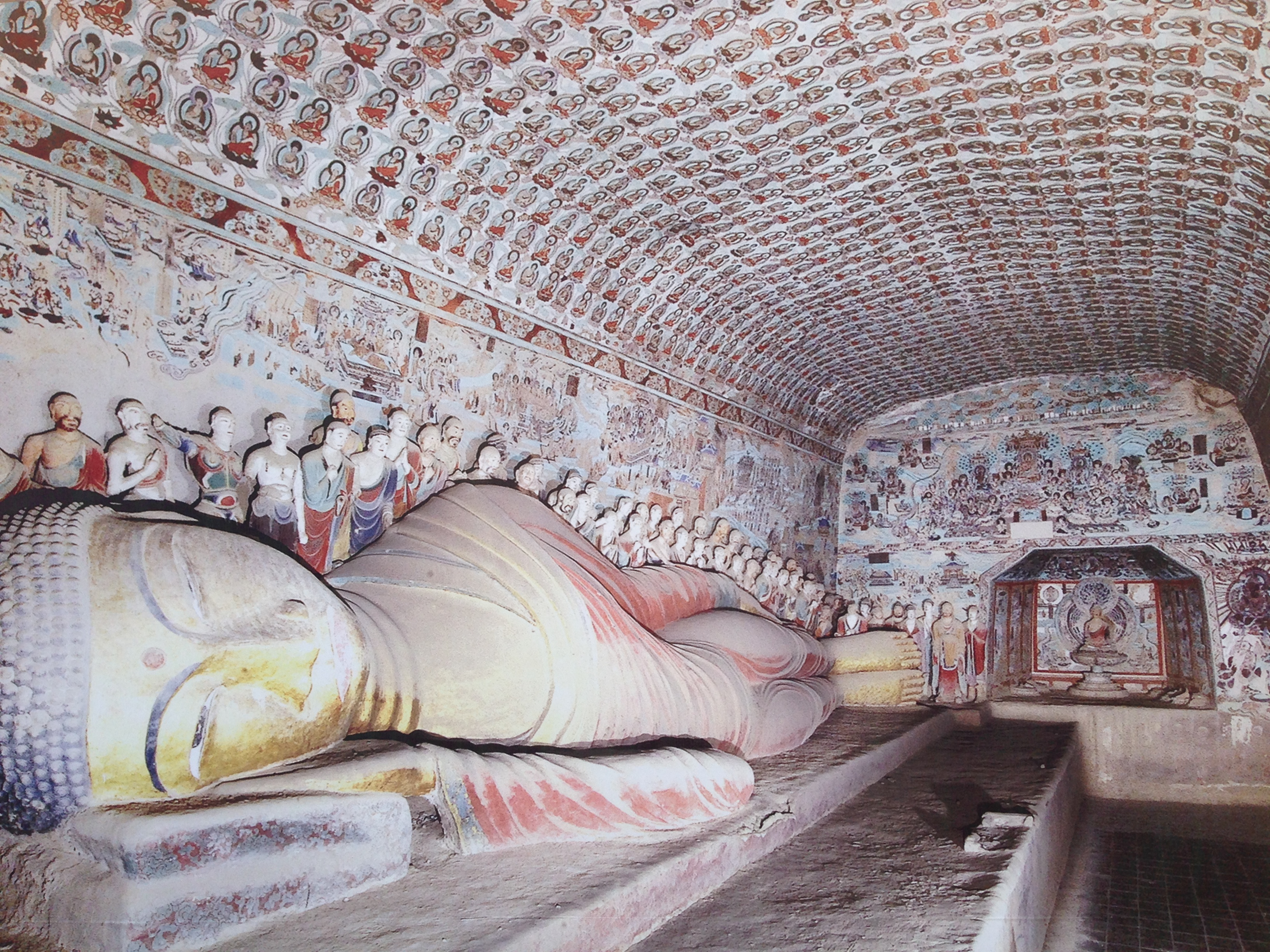
Intérieur de l'une des grottes de Mogao.

En 1913, avant de prendre la direction de l'école américaine d'archéologie de Pékin, une antenne de la Smithsonian Institution en Chine,, il effectue une tournée des plus grandes collections d'art asiatique, de Londres à Saint-Pétersbourg, en passant par Paris et Berlin. En 1917, il accède au poste de directeur du Philadelphia Museum of Art puis, en 1922, il intègre le Fogg Art Museum pour conduire des expéditions scientifiques dans diverses régions d'Asie,. L'année suivante, il prend la tête d'une expédition sur la Route de la soie, en route pour les grottes des mille Bouddhas, un site historique près de Dunhuang, dans la province de Gansu en Chine. Sur ce lieu sacré du bouddhisme, dont la construction remonte au IVe siècle, il vole des fresques murales, prétendant les emporter en Amérique pour les préserver du vandalisme. De retour sur le site, deux années plus tard, avec son équipe encadrée par des militaires chinois, il est refoulé par une foule en colère,,.
Selon l'historienne d'art américaine Patricia J. Graham, Warner avait très tôt assimilé la vision muséale de Denman Waldo Ross, l'un de ses proches, administrateur du musée des beaux-arts de Boston. Ce dernier se faisait le promoteur d'un courant d'idées né à la fin du XIXe siècle et qui considérait le musée d'art comme le lieu d'exposition d'œuvres d'art pouvant servir de source d'inspiration pour les artistes et stylistes du monde occidental.
Dans les années 1930, Warner effectue de nombreuses missions scientifiques en Asie, notamment en Chine et au Japon, pour le compte du musée d'art Nelson-Atkins de Kansas City (Missouri) dont il enrichit les collections d'œuvres d'art japonaises,. Cette période d'intense activité d'exploration des arts asiatiques culmine en 1939, à San Francisco en Californie, avec sa participation à l'exposition internationale du Golden Gate au cours de laquelle il présente une exhibition publique d'œuvres des arts de plus de trente cultures différentes.

### Les années de guerre
Après l'engagement de son pays dans la Seconde Guerre mondiale fin 1941, Warner rejoint le service des affaires civiles de l'armée américaine en tant qu'instructeur en langue, culture et histoire du Japon. En 1946, il s'installe à Tokyo et apporte son expertise en arts japonais au service des arts et des monuments, une branche de l'administration du Commandement suprême des forces alliées. Sa mission civile sur le sol nippon ne dure que quelques mois ; il retourne à Cambridge en août 1946.

### Fin de carrière
À près de 70 ans, en 1951, Warner prend sa retraite du Fogg Art Museum. Retiré de la vie académique, l'ancien professeur d'université publie en 1952 une introduction à l'art, la religion et la culture du Japon : The Enduring Art of Japan,.
Le 9 juin 1955, il décède à Cambridge, sa ville natale.

### Vie familiale
En 1910, Langdon Warner se marie avec Lorraine Roosevelt de la famille Roosevelt, qui compte parmi ses membres Théodore Roosevelt et Franklin D. Roosevelt, deux présidents des États-Unis.

## Postérité

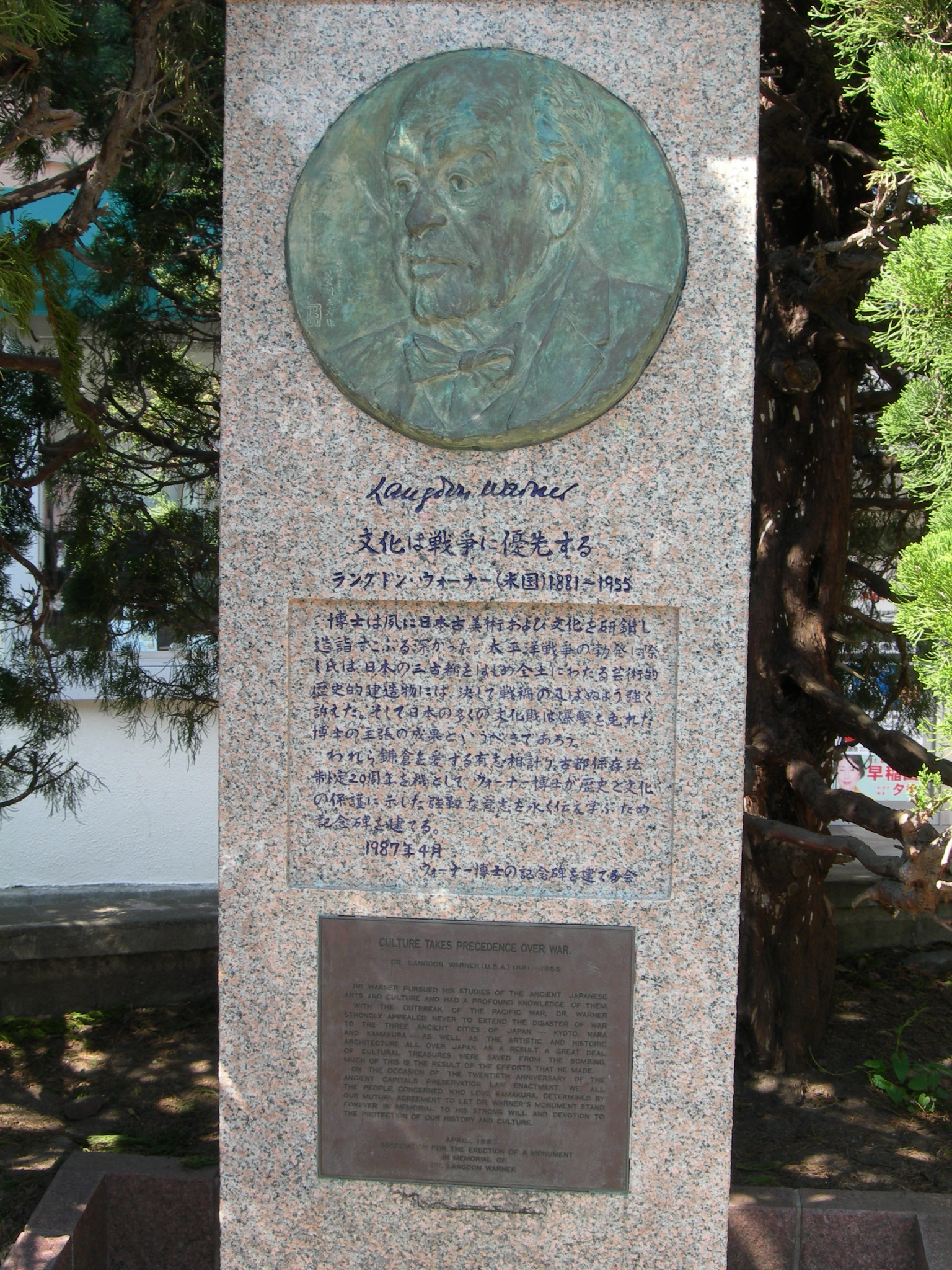
Stèle dédiée à Langdon Warner devant la gare de Kamakura.

Des années 1920 jusqu'à l'après-guerre, Langdon Warner a contribué à éveiller la compréhension du public américain à l'art et à la culture du Japon, et, plus largement, de l'Asie de l'Est. En poste au Fogg Art Museum, il a formé de nombreux experts en arts asiatiques et des conservateurs de musée.
Son vol de peintures murales bouddhiques des grottes de Dunhuang lui vaut, en Occident, une tenace réputation de pilleur de trésors historiques, bien qu'il ait toujours affirmé sa volonté de sauver de la négligence et de l'oubli ces reliques historiques. Cependant, au Japon, il est révéré comme l'« érudit américain qui a sauvé Kyoto et Nara des bombardements aériens durant la Seconde Guerre mondiale »,. Quatre stèles commémoratives lui rendent hommage : une au temple Hōryū de Nara,, depuis 1957, une autre à l'Abe Monju-in de Sakurai (préfecture de Nara), depuis 1959, une à l'institut Izura d'art et de culture de l'université d'Ibaraki (Kitaibaraki), depuis 1970, et une quatrième dans un square public, près de la gare de Kamakura (préfecture de Kanagawa), depuis 1987,.

### «Légende Warner»
En mai 1945, dernière année de la Seconde Guerre mondiale, lors d'une réunion du « Comité des objectifs », à Los Alamos, une ville de l'État du Nouveau-Mexique, aux États-Unis, des responsables du Projet Manhattan établissent la liste des cibles d'un bombardement nucléaire sur le territoire japonais. Comme première ville à rayer de la carte, ils choisissent Kyoto. La ville portuaire de Hiroshima est retenue en deuxième choix. L'ancienne capitale impériale est, par la suite, retirée de la liste. Lorsque, plus tard, les détails de l'affaire sont diffusés auprès du grand public, deux personnalités sont désignées comme les inspirateurs de cette dernière décision : l'historien Edwin O. Reischauer et Langdon Warner.
En particulier, dans un article de l'édition du 11 novembre 1945 du quotidien national Asahi Shinbun, l'historien de l'art Yukio Yashiro, un ami de Warner, manifeste sa reconnaissance à un « fin connaisseur des beaux-arts japonais, conseiller de l'ombre des forces armées américaines » pour être intervenu dans le choix des responsables militaires américains de ne pas bombarder les villes de Nara, Kyoto et Kamakura,. Ainsi naît la « légende Warner », amplifiée à sa mort en 1955, après sa promotion au rang de 2e classe de l'ordre du Trésor sacré par le gouvernement japonais,.
Malgré ses fermes dénégations et le rétablissement de la vérité historique (l'intervention décisive a été le fait de Henry Lewis Stimson, le secrétaire à la Guerre), Warner reste au Japon le « sauveur de Nara et Kyoto »,,. Ainsi, par exemple, chaque année, le jour anniversaire de son décès, une cérémonie se déroule en son honneur à l'Abe Monju-in de Sakurai.

## Ouvrages
Langdon Warner a signé de nombreuses publications de facture universitaire durant sa carrière d'historien de l'art, notamment les quatre ouvrages suivants :
- Japanese sculpture of the Suiko period (1923) ;
- The long old road in China (1927) ;
- The Craft of the Japanese Sculptor (1936) ;
- The Enduring Art of Japan (1952)[16].

## Distinctions honorifiques
En juin 1955, le Premier ministre du Japon en place : Ichirō Hatoyama, promeut, à titre posthume, le citoyen américain Langdon Warner à la distinction de 2e classe de l'ordre du Trésor sacré,,.